# Pseudotorymus frontinus
Pseudotorymus frontinus is een vliesvleugelig insect uit de familie Torymidae. De wetenschappelijke naam is voor het eerst geldig gepubliceerd in 1851 door Walker.